# Conceito biológico de espécie
De acordo com o conceito biológico de espécie (CBE), espécies são agrupamentos de populações naturais intercruzantes, reprodutivamente isolados de outros grupos com as mesmas características.
Proposto por Ernst Mayr, tal conceito foi fortemente apoiado por vários fundadores  da síntese moderna, tais como Theodosius Dobzhansky, e Julian Huxley, e é o conceito de espécie mais aceito entre os zoólogos.

## Características do conceito biológico
Trata-se de um conceito horizontal de espécie, pois define as espécies em um dado momento e especifica quais indivíduos pertencem a qual espécie, naquele instante. O conceito não é chamado biológico por tratar de  unidade taxonômica, mas porque a sua definição é biológica, isto é, utiliza critérios que não têm sentido quando se trata do mundo inanimado. Antes da definição de espécie proposta por Mayr, os conceitos  de espécie eram baseados em propriedades que poderiam ser aplicadas tanto a objetos inanimados como a seres vivos. O conceito de Mayr era verdadeiramente biológico por se basear em propriedades pertinentes apenas aos sistemas biológicos, tais como propriedades como a reprodução  e cruzamento. Objetos inanimados, como os minerais, não se reproduzem desta forma, não formam populações ou linhagem, tal como os seres vivos.

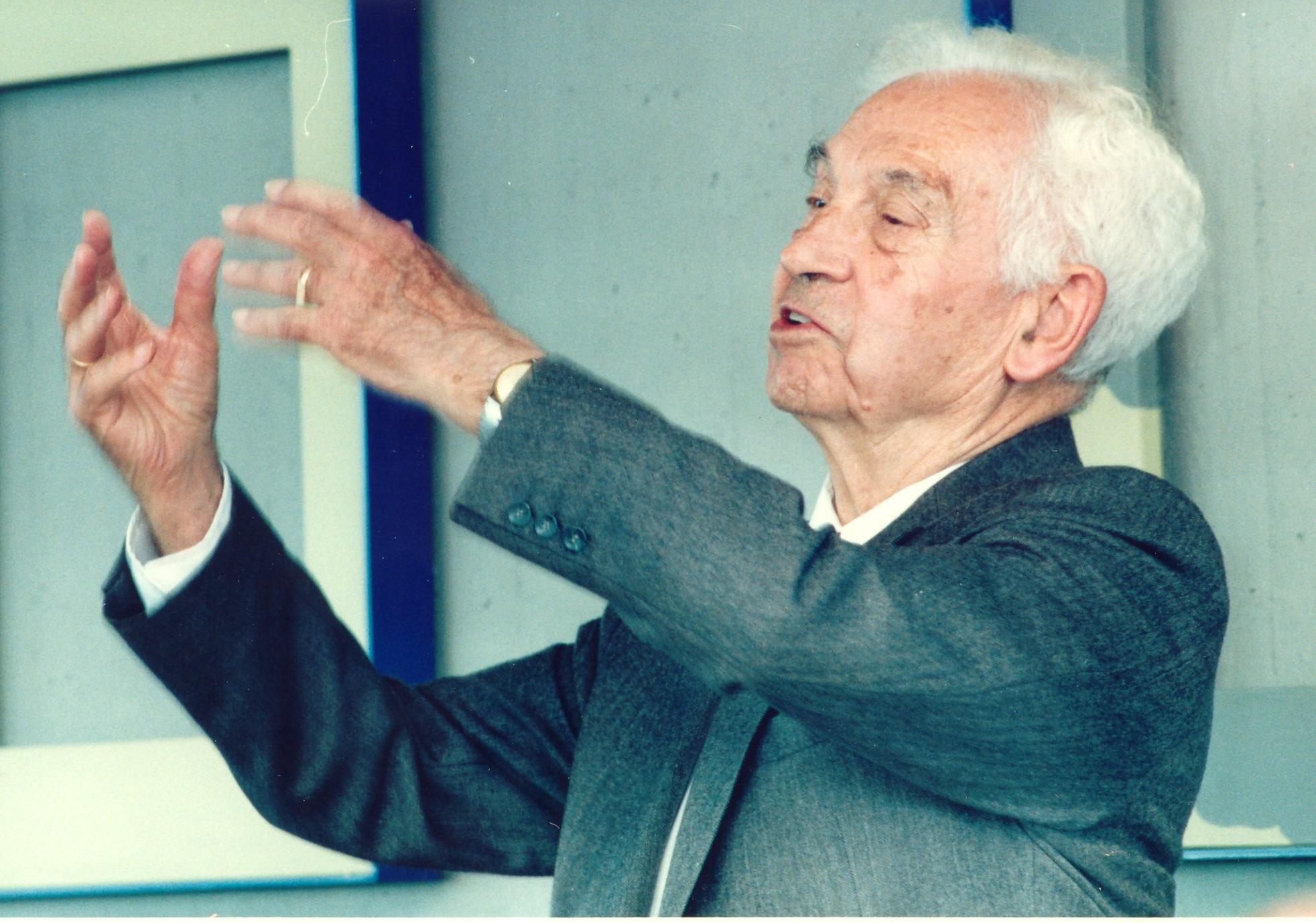
Ernst Mayr, 1994.

Os indivíduos de uma espécie, de acordo com esse conceito, constituem uma comunidade reprodutiva, pois cônjuges potenciais procuram uns aos outros com a finalidade de se reproduzir, constituem uma unidade ecológica, onde os indivíduos que a compõem interagem com indivíduos de outras espécies, e uma unidade genética, que consiste em um patrimônio gênico em intercomunicação, do qual o indivíduo é meramente um veículo temporário com uma pequena porção do conteúdo total do patrimônio gênico.
O conceito biológico surgiu a partir de estudos de variação que mostraram que a semelhança e diferença morfológica não são suficientes para definir espécies. Várias observações críticas contribuíram para o seu desenvolvimento. Uma das observações foram a variação dentro das populações, as características variam entre os membros de uma única população de indivíduos que cruzam. Por exemplo, formas brancas e azuis do ganso da neve representam um polimorfismo genético e não as diferentes espécies. Outras observações que contribuíram para o desenvolvimento consistem nas variações geográficas e a ocorrência de espécies crípticas. As espécies crípticas são populações reprodutivamente isoladas que são difíceis ou impossíveis de distinguir por características morfológicas, mas que muitas vezes são reconhecidos por diferenças na ecologia, comportamentos e outros fatores.
O conceito biológico enfatiza o fato de que a espécie consiste de populações que são reais e têm uma coesão interna devido ao programa genético, historicamente desenvolvido, compartilhado por todos os indivíduos que a compõe.
De acordo com o conceito biológico, uma espécie passou a ser definida, basicamente, como um grupo de organismos ou uma população de organismos isoladas reprodutivamente de outros grupos ou populações. Portanto, a capacidade de grupos ou organismos de populações se entrecruzarem e deixarem descendentes férteis ou não, passou a ser o critério chave para definir limites entres as espécies. Populações que, mesmo separadas geograficamente, mantiveram a capacidade de se entrecruzarem e produzirem descendentes férteis quando em contato eventual, seriam consideradas como integrantes de uma mesma espécie, a despeito de quaisquer outras diferenças entre elas.  
De acordo com esse conceito, o isolamento reprodutivo e o intercruzamento definem as espécies. Uma justificativa para a escolha do critério do isolamento reprodutivo foi que a sua aquisição representaria um caminho sem volta em termos evolutivos, selando, por assim dizer, a independência evolutiva de duas linhagens reciprocamente isoladas do ponto de vista reprodutivo, que ficariam assim impossibilitadas de trocar genes entre si.
Neste conceito a taxonomia das espécies naturais é inserida no esquema conceitual de genética de populações. Esse conceito explica por que os indivíduos de uma espécie são semelhante entre si e diferentes de indivíduos de outras espécies,  pois quando dois indivíduos de uma determinada espécie copulam, metade do material genético, portanto genes, dos dois progenitores vão combinados para seus descendentes, visto que esse processo é repetido a cada geração, os genes específicos de uma espécie, se restringirá a essa espécie, conferindo identidade a essa espécie  e não será transmitido para outra espécie. Dessa forma a movimentação dos genes, fluxo gênico, em uma determinada espécie realizado por intercruzamentos,  explica por que os membros de uma espécie se assemelham  entre si e se diferenciam de membros de outra espécie.
A espécie, de acordo com esse conceito, é a unidade de evolução e os grupos taxonômicos mais elevados como os filos só evoluem quando as espécies que estão inseridas nessa categoria estiverem evoluindo.

## Críticas ao conceito biológico de espécie
O conceito biológico de espécie, embora seja um dos conceitos mais conhecidos, não é universalmente aceito, apresenta limitações e dificuldades as quais eram conhecidas por Mayr. Ele não se aplica para organismos assexuais ou populações fósseis separadas temporalmente. Não pode ser aplicada em espécies que apresentam populações presentes em ambientes diferentes, populações disjuntas, esta uma limitação prática do conceito. Além disso, nos casos em que não existe isolamento reprodutivo absoluto entre duas espécies, ou seja, casos onde duas espécies estão isoladas reprodutivamente de modo parcial, pode ocorrer a formação de híbridos.

Bactéria. O conceito biológico não se aplica para organismos como Bactérias que se reproduzem assexuadamente por bipartição ou cissiparidade

### Não existe conceito de espécie definido para organismos assexuados.
Existe uma abundância de populações de reprodução assexuadas nas quais o conceito biológico de espécie não se aplica. Para organismos como rotíferos Bdelóides, algumas populações de Daphnia do lago artigo, bactérias que se reproduzem assexuadamente por bipartição ou cissiparidade, além dos fungos que não formam meiósporo, ou seja, que são morfologicamente assexuados, o conceito biológico de espécie não pode ser aplicado visto que o intercruzamento entre os organismo é uma característica desse conceito.  Dessa forma o conceito biológico de espécie prevê que as formas assexuadas não intercruzam e não há fluxo gênico. Se o fluxo gênico mantém uma espécie, ou seja, faz com que uma determinada espécie apresente características típicas dela, as formas assexuadas deveriam ter limites imprecisos.
Existem duas possibilidades para organismos puramente assexuados. Uma possibilidade consiste no fato de que organismos assexuados não formam espécies e a outra possibilidade afirma que existem outros processos que possibilite a troca de material genético, ou seja, que ocorra fluxo gênico, e que consequentemente  determine os limites desses organismos.

### População temporalmente separada
A incompatibilidade de se comparar grupos de populações que ocorrem em tempos distintos é uma das críticas adicional ao conceito biológico de espécie. Não é possível saber se grupos temporalmente separados seriam ou não intercruzáveis. Um exemplo disso seria a comparação entre Homo erectus e Homo sapiens.

### Espécies cujas populações estão em ambientes diferentes
O conceito biológico não pode ser aplicado em uma espécie cujas populações dessa mesma espécie apresentam distribuição geográfica diferente, uma vez que, é impossível de ser testada em condições naturais se as populações dessa mesma espécie, distribuídas em ambientes diferentes, estão isoladas reprodutivamente além da impossibilidade da determinação da co-especificidade dessas populações.

### Híbridos
Organismos como plantas podem formar híbridos, numerosos estudos citam a ocorrência de híbridos naturais em diversas famílias botânicas, no entanto esses híbridos interespecíficos são estéreis visto que os pares de cromossomos que consiste em um cromossomo de cada espécie não segregam regularmente durante a meiose. No entanto o problema da esterilidade pode ser superado devido a poliploidia que surge naturalmente por mutação, tornando os híbridos férteis, mas reprodutivamente isolado de espécies parentais por isso eles são espécies novas. Pelo fato de existir híbridos, e este ser mais comum em plantas quando comparados aos animais, o conceito biológico é de difícil aceitação por botânicos.
Alguns defensores do conceito biológico de espécie afirmam que um baixo nível de troca de genes pode ocorrer entre espécies estritamente relacionadas. Existem graus de troca de genes em populações adjacentes, populações parapátricas e às vezes em populações simpátricas mais ou menos distintas. Em zonas híbridas, regiões onde populações geneticamente distinta se encontram, existem parciais barreiras para as trocas de genes, nesta circunstância híbridos podem ser formados.

### Outras limitações
Uma limitação do conceito biológico está relacionada ao fato de se tratar de um conceito que só pode se aplicar em um tempo geológico, consiste em um conceito horizontal de espécie de tal modo que, está restrito a organismos bipaternos contemporâneos. Além disso, a escola cladística de taxonomia traz outra crítica ao conceito biológico de espécie, afirmando que a compatibilidade sexual é uma característica primitiva. Os organismos que não permaneceram proximamente relacionados podem ter mantido a capacidade de recombinação genética entre sexos diferentes, indicando que essa característica não é uma característica derivada e, portanto invalidando a definição de táxons monofiléticos.

## Conceitos alternativos de espécie
Apesar da ampla aceitação do conceito biológico de espécie proposto por Mayr, esse conceito estimulou críticas bem como conceitos alternativos. Um conceito alternativo,  conceito evolutivo, foi publicado por George Simpson, um dos líderes da síntese moderna. No entanto, os conceitos de alternativos de espécie realmente não começam a proliferar até os anos 1970, começando com um artigo de Sokal e Crovello, que propôs um conceito fenético de espécie. Existe uma diversidade de conceitos de espécies que são baseados em diferentes propriedades biológicas os quais compreende ao conceito fenético, conceito ecológico o conceito de espécie por reconhecimento, conceito evolutivo, filogenético, coesão e uma diversidade de outros conceitos de espécie.
Os diferentes conceitos são baseados em diferentes propriedades biológicas pois  por exemplo, o conceito ecológico enfatiza a ocupação de um nicho distinto ou zona adaptativa, uma versão do conceito filogenético enfatiza diagnosticabilidade e o outro, monofiletismo.

## O conceito biológico e outros conceitos de espécie
Muitos conceitos alternativos de espécies são incompatíveis uma vez que conduz ao reconhecimento de táxons e de espécies diferentes, dependendo de qual conceito é adotado. Em outras palavras, eles levam a diferentes números de espécies reconhecidas. Por exemplo, adotando a versão diagnosticável do conceito filogenético de espécie isso comumente leva ao reconhecimento de mais espécies quando comparado ao conceito biológico de espécie. Outro exemplo de que os diferentes conceitos conduzem ao reconhecimento de táxons diferentes, pode ser observado quando comparado o conceito biológico e o conceito fenético.
O conceito fenético de espécie, que define as espécies como um certo conjunto de formas fenotípicas, apresenta práticas diferente  do conceito biológico, onde os  defensores  desses conceitos estão propensos a classificar as espécies de forma diferente. Na natureza as unidades fenotípicas e as de intercruzamento não são as mesmas, as espécies crípticas consistem em um exemplo que ilustra isso. As espécies críticas consistem em duplas de espécies morfologicamente idênticas, no entanto se diferem reprodutivamente. De acordo com o conceito biológico de espécie as espécies crípticas são separadas em duas espécies, pois o intercruzamento define as espécies.
Em espécies politípicas, espécie que contém uma variedade de formas fenéticas distintas que podem intercruzar, de acordo com o conceito fenético, cada forma distinta constituiria uma espécie, no entanto de acordo com o conceito biológico as várias formas distintas são formalmente nomeadas como uma espécie só.
Alguns conceitos alternativos ao conceito biológico de espécie surgiram, eles se aplicam a alguns fatores nas quais o conceito biológico não se aplica, embora esses conceitos também apresentem limitações. O conceito evolutivo de espécie definido por George Simpson, um dos participantes da síntese moderna que apresentou severas críticas ao conceito biológico de espécie, pode ser aplicado as espécies assexuais ou unissexuais, este termo usado por Simpson em seu livro Princípio de taxonomia animal, sendo também aplicados em espécies fósseis.
O conceito filogenético de espécie apresenta diferenças quando comparado com o conceito biológico de espécie no que diz respeito ao tratamento de populações diferenciadas e evolutivamente independentes, mas proximamente relacionadas, que no conceito fenético de espécie são sempre consideradas espécies, ao passo que no conceito biológico isso vai depender do grau de isolamento reprodutivo entre elas.
Tipicamente populações diferenciadas e com um histórico de evolução independente, ainda que recente, de outras populações proximamente relacionadas filogeneticamente são automaticamente consideradas espécies distintas pelo conceito filogenético, enquanto o conceito biológico as trata apenas como subespécies integrantes de uma única espécie politípica que congrega várias populações diferenciadas uma das outras em maior ou menor grau, mas entre as quais existe fluxo gênico efetivo ou potencial.

## Histórico do conceito biológico de espécie

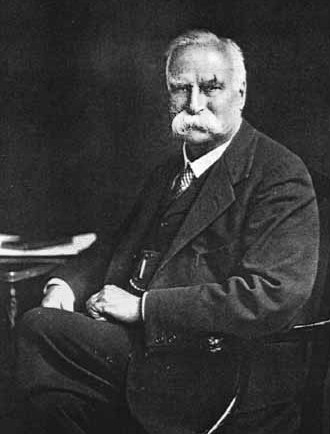
Edward Bagnall Poulton, elaborou o intitulado O que é uma espécie?

### As origens do conceito biológico de espécie
Muitos evolucionistas pós-darwiniano eram, atraídos pela ideia de isolamento reprodutivo . Um dos primeiros conceitos biológico de espécie foi de Edward Bagnall Poulton. Para Poulton o verdadeiro critério de espécie foi a singamia ou compatibilidade reprodutiva, incluindo a compatibilidade pré e pós-acasalamento. Desta forma, Poulton sugeriu que o cruzamento ("singamia") era a verdadeira natureza das espécies.  Em 1904, Paulton publicou o intitulado ”O que é uma espécie ?”. Este foi o primeiro trabalho a elaborar o que ficou conhecido como o conceito biológico de espécie, a partir do seu conhecimento sobre mimetismo polimórfico em borboletas Papilo, onde formas masculinas e femininas eram membros da mesma espécie, apesar de serem bastante distintas morfologicamente, pois elas pertenciam a mesma comunidades reprodutivas.

### Dobzhansky e o conceito biológico de espécie
Dobzhansky, geneticista russo, formou a sua visão de espécies como grupos reprodutivamente isolados, em parte como resultado de discussões científicas, mas provavelmente em parte através das leituras de Poulton no qual fez referência em uma sessão sobre mimetismo.
Em uma primeira definição do conceito de espécie, Theodosius Dobzhansky, publicou um artigo, em 1935, que discutiu revisão de Losty e de Poulton. Dobzhansky propôs que uma espécie é um grupo de indivíduos completamente férteis entre si, mas impedido de cruzamento com outros grupos semelhantes por suas propriedades fisiológicas, produzindo ou incompatibilidade de pais ou esterilidade do híbrido, ou ambos. Foi  nessa publicação que  Dobzhansky  também desenvolveu o conceito de isolamento pré-zigótico e o pós-zigótico.  Ele  incluiu isolamento geográfico como um mecanismo de isolamento, mas argumentou que apenas os mecanismos de isolamento fisiológico foram importantes na definição de espécies.  Dobzhansky acreditava fortemente que mecanismos de isolamento foram importantes na designação das espécies, pois através de experimentos, as espécies se comportavam assim. Com base em seu trabalho com espécies crípticas de Drosophila.

### Mayr e o conceito biológico de espécie
Ernest Mayr, ornitólogo alemão, tentou propor uma definição com base em seus conhecimentos de espécies de aves. Em 1940, Mayr afirmou que a "espécie consiste de um grupo de populações que substituem umas  às outras geograficamente ou ecologicamente e em que as populações vizinhas podem cruzar onde quer que estejam em contato, ou que são potencialmente capazes de cruzar, com uma ou mais populações em casos em que o contato é impedido por barreiras geográficas ou ecológicas". Dois anos mais tarde, no ano de 1942,  em seu importante livro Systematics and the origin of species from the viewpoint of a zoologist, ele apresentou uma definição mais curta:  "espécies são grupos de populações naturais verdadeiramente ou potencialmente intercruzáveis mas que são isoladas reprodutivamente de outros grupos". A ênfase dessa definição está em relação ao que ocorre na natureza.  Mayr contrastou essa definição com a concepção tipológica, especialmente com o conceito morfológico de espécie, como ele chamou pela primeira vez, bem como o conceito prático de espécie.
Em 1963, as espécies biológicas definidas por Mayr tornaram-se comunidades reprodutivas, unidades ecológicas e  unidades genéticas. Em 1970, a definição de espécie mudou: "espécies são grupos de populações naturais intercruzantes, reprodutivamente isoladas de outros grupos com as mesmas características." Desta forma, foi-se a palavra real ou potencialmente a partir da definição publicada em 1942, e agora Mayr pensa que somente em simpatria dois organismos são espécies distintas. Neste mesmo ano, ele explica o motivo do termo "conceito biológico de espécie" e, além disso, afirma que a espécie é um conjunto de genes protegido.
É uma população mendeliana que tem a seu próprio dispositivo, chamado de mecanismo de isolamento, hoje conhecido como barreira de isolamento, para protegê-lo de fluxo de genes prejudiciais. Genes de um mesmo conjunto gênico formam combinações harmoniosas porque eles se tornam coadaptados pela seleção natural. “Misturando os genes de duas espécies diferentes ocorre uma elevada freqüência de combinações  desarmônicas de genes, afirmação  feita por Mayr em 1970.Sob essa afirmação, Mayr tratam as espécies como um mecanismo que protege grupos de genes. Além disso, a seleção, agora desempenha um papel na proteção das espécies.
Em 1996 Mayr afirmou que as espécies são objetos concretos, descritivo na natureza, que são reprodutivamente isolados mesmo quando não há “fuga de genes” e que o conceito biológico de espécie baseia-se nas propriedades de populações.
O conceito biológico de espécie se consolidou como o principal conceito de espécie em uso na biologia evolutiva, a partir do século XX, devido a resolução que o conceito biológico trouxe. Antes do conceito biológico de espécie, os conceitos de espécie eram baseados á uma definição puramente tipológica, esse foi um fator que contribui para a consolidação do conceito biológico a partir do século XX. No entanto o predomínio do conceito biológico de espécie na biologia, a partir de 1970, passou a ser questionada pelo desenvolvimento da sistemática filogenética, do alemão Willi Hennig, que passou a oferecer uma visão do processo de especiação baseada na delimitação ou diagnose em grupos monofiléticos ao invés de processos biológicos como o isolamento.

### Razões que levaram ao desenvolvimento do conceito biológico de espécie
Algumas razões importantes levaram ao desenvolvimento do conceito biológico de espécie, em oposição às ideias que Darwin tinha sobres as espécies:
- As preferências filosóficas de Dobzhansky e Ernst Mayr. Eles preferiram lidar com a realidade ou verdadeira natureza das espécies em vez de meramente definições operacionais. Ambos consideravam-se bem versado na filosofia do continente europeu.
- Mayr tinha uma compreensão muito incompleta das espécies sob a vista de Darwin.
- Dobzhansky e Mayr foram influenciados por um longo debate não resolvido sobre seleção fisiológica, ou seja, esterilidade ou infertilidade do hibrido, por vezes, suplementado com acasalamento preferencial ou fertilização.
- Questões relacionadas a saltacionistas do século XX, tais como William Bateson e Hugo De Vries, e mais tarde Otto Schindewolf  e Richard Goldschmidt . Dobzhansky e Mayr argumentaram fortemente  sobre o assunto relacionado aos mecanismos dos saltacionistas.
- Dobzhansky e Mayr sentiram que não tinham alternativa ao uso de mecanismo biológico para grupos e característica adaptativa que delimitam as espécies.[8]